# NGC 4856
NGC 4856 é uma galáxia espiral barrada (SB0-a) localizada na direcção da constelação de Virgo. Possui uma declinação de -15° 02' 32" e uma ascensão recta de 12 horas, 59 minutos e 21,1 segundos.
A galáxia NGC 4856 foi descoberta em 8 de Fevereiro de 1785 por William Herschel.